# Rodrigo Hasbún

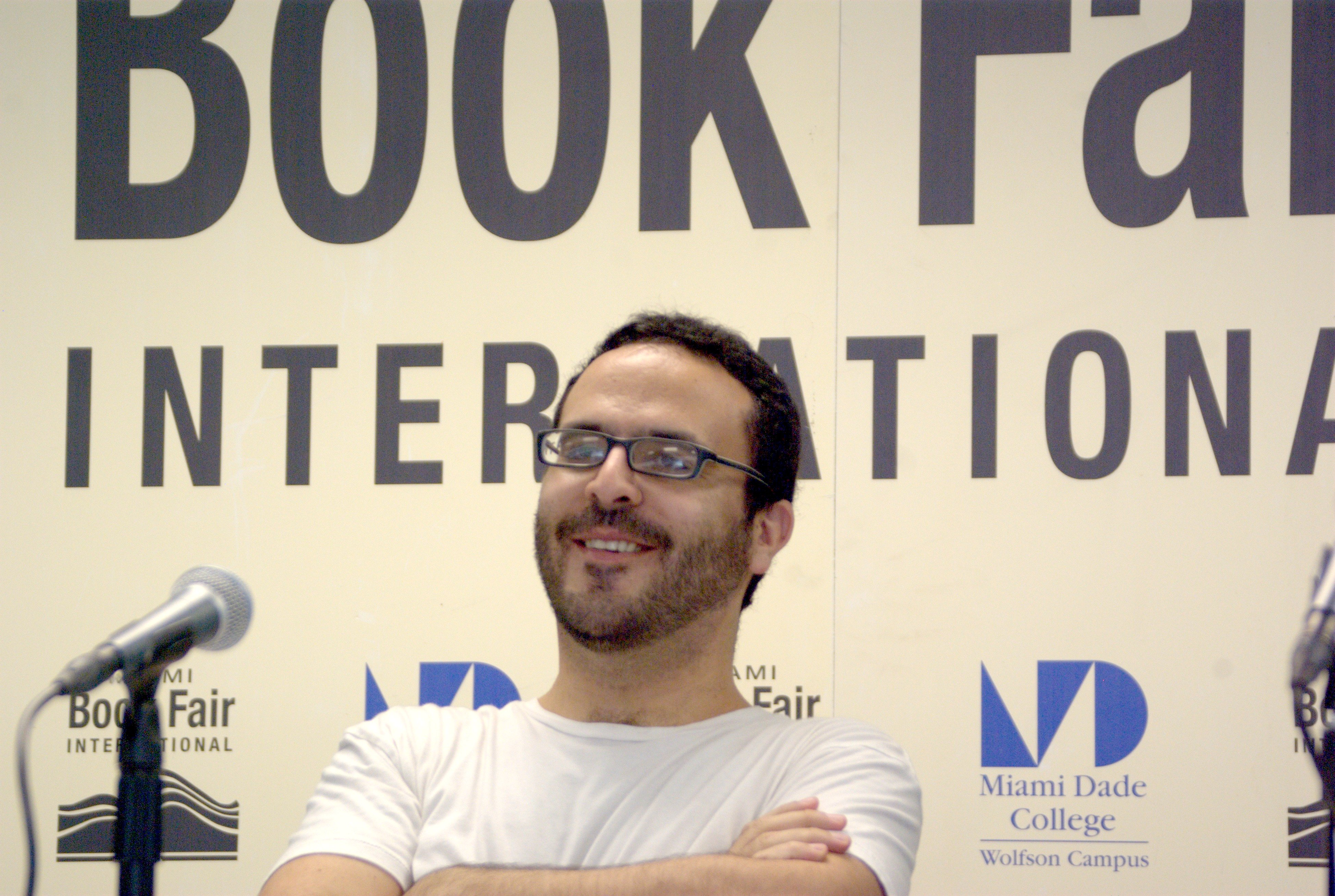
Rodrigo Hasbún (2011)

Rodrigo Hasbún (* 1981 in Cochabamba) ist ein bolivianischer Schriftsteller.

## Leben
Rodrigo Hasbún studierte Journalismus in Bolivien und 2003/2004 in Santiago de Chile. Ab 2009 arbeitete er an der Cornell University in Ithaca (N.Y.) und wurde dort promoviert. Im Jahr 2013 lebte er in Toronto und seither in Houston, Texas. 
Hasbún veröffentlichte 2007 seinen ersten Roman El lugar del cuerpo. Er wurde wiederholt als erfolgversprechender Nachwuchsautor bezeichnet. Sein historischer Roman Los afectos (2015) thematisiert das Leben der deutsch-bolivianischen Sozialrevolutionärin Monika Ertl. 

## Werke
- Cinco. Erzählungen. La Paz : Gente Común, 2006
- El lugar del cuerpo. Roman. Fondo Editorial Municipalidad de Santa Cruz, 2007
- Los días más felices. Erzählungen. Barcelona : Duomo Ediciones, 2011
- Cuatro. Erzählungen. La Paz : El Cuervo, 2014
- Nueve. Erzählungen. Madrid : Demipage, 2014
- Los afectos. Roman. Barcelona : Random House, 2015
  - Die Affekte. Übersetzung Christian Hansen, Suhrkamp, Berlin 2017, ISBN 978-3-518-42764-4.